# Armée populaire de libération de Macédoine
Ne doit pas être confondu avec Armée de libération nationale (Macédoine).
Pour les articles homonymes, voir Armée populaire et Armée de libération.
L'Armée populaire de libération de Macédoine (macédonien : Народноослободителна Војска на Македонија, abrégée en НВO ou en NOV), parfois appelée Armée de libération du peuple macédonien ou Armée nationale de libération de Macédoine, était une armée de Résistance communiste active dans le territoire de l'actuelle République de Macédoine pendant la Seconde Guerre mondiale. Elle faisait partie de l'Armée populaire de libération et détachements de Partisans de Yougoslavie, abrégée en NOV i POJ.

## Histoire
En Macédoine, la Résistance contre les forces de l'Axe commence le 11 octobre 1941, avec l'émergence d'unités partisanes. Peu à peu, ces unités forment une véritable armée. La principale unité de l'armée, le bataillon Mirče Acev, est formé le 18 août 1943 sur le mont Slaveï, entre Ohrid et Kitchevo.
Le 11 novembre 1943, la Première brigade macédono-kosovare est formée dans l'ouest du pays, grâce à la fusion de deux bataillons macédoniens et d'un bataillon kosovar. Le 22 décembre de la même année, la Deuxième brigade macédonienne est créée en Macédoine grecque. Enfin, la Troisième brigade est formée le 26 février 1944 à Zeglyané, près de Koumanovo. Ces trois brigades forment le noyau de l'armée, qui s’agrandit encore jusqu'à la Libération. L'armée comptait 7 000 partisans fin 1943, et en avril 1945, elle possédait trois corps, sept divisions et trente brigades, qui comptabilisaient 100 000 soldats réguliers.
L'armée était dirigée par un État major et des unités de Partisans conduites par Mihajlo Apostolski.

## Commandeurs
- Mirče Acev
- Kuzman Josifovski-Pitu
- Mihajlo Apostolski
- Metodija Andonov-Čento
- Svetozar Vukmanović-Tempo

## Organisation

### Brigades
- 1re Brigade blindée
- 1re Brigade de cavalerie
- 1re Brigade d'assaut de l'Égée
- 1re Brigade
- 2e Brigade
- 3e Brigade
- 4e Brigade
- 5e Brigade
- 6e Brigade
- 7e Brigade
- 8e Brigade
- 9e Brigade
- 10e Brigade
- 11e Brigade
- 12e Brigade
- 13e Brigade
- 14e Brigade Dimitar Vlahov
- 15e Brigade
- 16e Brigade
- 17e Brigade
- 18e Brigade
- 19e Brigade
- 20e Brigade
- 21e Brigade
- 21e Brigade (41e Division)

### Corps
- 15e Corps (commandé depuis Zemun)
- 16e Corps
- Corps de Bregalnitsa-Stroumitsa

### Divisions
- 41e Division (État-major de Macédoine)
- 42e Division (15e Corps)
- 48e Division (15e Corps)
- 49e Division
- 50e Division
- 51e Division
- Division de Koumanovo